# Бойко, Анатолий Иванович (режиссёр)
Анато́лий Ива́нович Бо́йко (29 декабря 1939, Чернигов — 18 ноября 1993, Москва) — советский эстрадный режиссёр, педагог.

## Биография
Анатолий Бойко родился 29 декабря 1939 года в Чернигове.
Начал заниматься пантомимой и танцами в самодеятельном индийском театре при МГУ (1963).
Окончил ГУЦЭИ в1965 (ученик С. Каштеляна).
В 1979 окончил ГИТИС (факультет режиссёров эстрады).
Организовал и руководил студиями пантомимы:
- при ДК «Строитель» (1965—1968),
- ДК МВТУ им. Н. Э. Баумана (театр-студия «Мим», 1966—1968),
- ДК МЭИ (театр пантомимы, 1972—1989).

Работал педагогом-режиссёром и вел класс пантомимы при Москонцерте (1972—1991).
Создал артистическое агентство — Бостел (цирк, музыка, варьете), где являясь президентом, продолжал заниматься режиссёрско-постановочной деятельностью (1991—1993).
На протяжении ряда лет сотрудничал со многими артистами эстрады: И. Суржиковым, Екатериной и Елизаветой Суржиковыми, эстрадной семьей Пискловых, Д. Читашвили, В. Левушкиным, М. Лунгиным, С. Павловым и др.
В числе учеников А.Бойко, которым он придумал и поставил номера, следует назвать: Олега и Наталью Кирюшкиных, B. Конова, В. Брусницына и В. Самохина, А. Симонова, С. Шаргородского, Г. Володину, C. и Г. Муркис, А. Резниченко, А. Мельникова, Т. Баранову, Л. Веселову и А. Макеева, А. Смирнову, И. и П. Дорофеевых и др.
Подготовил более тридцати номеров для семнадцати филармоний страны, в том числе: Московской областной, Курганской, Брянской, Сочинской и др.
Профессионально владея выразительным языком эстрадных жанров, тяготел к созданию лирических и эксцентрических номеров, в которых пантомима сочеталась с вокалом, хореографией, жонглированием, иллюзией, акробатикой. Успеху номеров немало способствовала музыка, её подбирал и умело использовал режиссёр.
Номера, созданные Бойко, неоднократно становились лауреатами всероссийских, всесоюзных и международных конкурсов эстрады.
Являясь членом Правления ЦДРИ, Анатолий Бойко вел активную общественную деятельность, выступал в прессе, участвовал в конференциях по проблемам эстрадного искусства.

### Смерть
Был избит в подъезде своего дома в Москве, после чего вскоре умер.

## Сочинения
- Танцует Владимир Загороднюк // Советская Эстрада и Цирк. 1980. № 9. С. 21-22;
- Мастер миниатюры // Там же. 1984. № 4. С. 22;
- Невероятно, но факт // Там же. 1986. № 10. С. 19;
- «Земля цветов» Анатолия Мельникова // Там же. 1986. № 9. С. 25-26;
- Новое против старого // Там же. 1987. № 11. С. 18-19;
- Пластические и эстрадно-цирковые жанры // Проблемы развития современного эстрадного искусства. М., 1988. С. 113—129.